# Едігна
Блаженна Едігна (1055 — 26 лютого 1109, Пух, Фюрстенфельдбрук) — блаженна римо-католицької церкви та Української греко-католицької церкви. Дочка короля Франції Генріха І й Анни Ярославни, онучка Великого князя Київського Ярослава Мудрого.

## Життєпис
Едігна отримала високу освіту при французькому дворі. За однією з версій, близько 1074 року дев'ятнадцятирічна Едігна втекла з королівського двору, відмовившись від примусового шлюбу. За легендою, вона пішла з королівського палацу, забравши з собою дзвоник — подарунок матері. Мала намір дістатися Русі, Києва, про які так багато чула від Анни Ярославни. Інші припускають, що дівчина вирішила здійснити паломництво до Святої землі.
Проте дорогою Едігна побачила сон, який став для неї розпорядженням: повинна залишитися назавжди там, де, їдучи возом, почує одночасно крик півня і звук дзвона.
Пророцтво збулося поблизу с. Пух у Баварії, що за 30 км від сучасного міста Мюнхен (Німеччина). Едігна оселилася у стовбурі старої липи і прожила в ньому черницею в келії понад тридцять років. Харчувалася тільки рослинною їжею, вела побожний спосіб життя. Навчала дітей читанню і письму, прилучаючи до християнських цінностей. Проповідниці віри Христової відкрився цілительський дар. Багато років поспіль вона лікувала не тільки місцеве населення, але й худобу; допомагала людям у подоланні хвороб і бід. Слава про цілительку Едігну ширилася по всій Баварії.
Ще при житті Едігни біля липи збудували храм, в якому блаженна була потім похована. Померла 26 лютого 1109 року. Вдячні селяни поховали її у вівтарі церкви.
Свого високого походження вона нікому не відкривала, воно стало відоме лише після її смерті.

## Беатифікація
1600 року римо-католицька церква проголосила Едігну блаженною.

## У художній літературі
- Віктор Гребенюк. «Осереддя Європи». Драма, глава з поетичного епосу «Діяння небожителів» (2011).
- Тетяна Фольварочна-Пишнюк. «Едігна. Божа вивірка». Роман-молитва (2017).
- Олександр Ірванець. «Едігна. Донька Анни Київської і Генріха І». Драматична поема (2018).

## В театрі
Створена у 2019 році режисером Федором Баландіним вистава-перформанс «Едігна. Донька Анни Київської і Генріха І, початок славного Служіння» для IV Міжнародного фестивалю мистецтв «Anne de Kyiv Fest» була центральною подією святкування Дня Європи 2020 року.